# Tanyproctus karenensis
Tanyproctus karenensis är en skalbaggsart som beskrevs av Keith 2007. Tanyproctus karenensis ingår i släktet Tanyproctus och familjen Melolonthidae. Inga underarter finns listade i Catalogue of Life.